# 187 f.Kr.

## Händelser

### Efter plats

#### Seleukiderriket
- Den seleukidiske kungen Antiochos III utrustar en ny expedition till de östra delarna av sitt rike (Luristan), där han blir dödad under en tributinsamling vid ett tempel i Elymais i Persien. Han efterträds av sin son Seleukos IV, som ärver ett rike bestående av Syrien (inklusive Kilikien och Palestina), Mesopotamien, Babylonien, Medien och Persien.

#### Romerska republiken
- Tiberius Gracchus Major väljs till tribun för plebejerna, i vilken ställning han skall ha räddat Publius Cornelius Scipio Africanus Major från åtal genom att inlägga sitt veto. Tiberius är varken vän eller politisk allierad med Scipio, men känner att generalens tjänster åt Rom berättigar honom till att slippa undan rättegång som en simpel brottsling. Troligtvis i tacksamhet över detta trolovar Scipio sin yngsta dotter Cornelia med honom.
- Byggandet av Via Aemilia, en stamväg på de norditalienska slätterna, från Ariminum (Rimini) vid Adriatiska havets kust till Placentia (Piacenza) vid floden Padus (Po), avslutas.

#### Egypten
- Drottning Kleopatra I utnämns till kung Ptolemaios V:s vesir (försteminister).

## Avlidna
- 3 juli – Antiochos III (den store), seleukidisk kung av det hellenistiska syriska riket från 223 f.Kr., som har återuppbyggt riket i öster, men har misslyckats i sina försök att utmana den romerska framryckningen i Grekland och Anatolien (född 242 f.Kr.)